# ديفيد ر. كورتني
ديفيد ر. كورتني (بالإنجليزية: David R. Courtney)‏ هو فنان أمريكي، ولد في 21 سبتمبر 1953 في هيوستن في الولايات المتحدة.